# Лучка (округ Сабинів)
Лучка (словац. Lúčka) — село в Словаччині, Сабинівському окрузі Пряшівського краю.
Уперше згадується у 1323 році.
У селі є римо—католицький костел в стилі бароко, у 1805-1814 рр. перебудований в стилі класицизму.

## Географія
Розташоване в північно-східній частині Словаччини в південно-західних схилах Чергівських гір в долині Лучанки.

## Населення
| Рік:            | 1994. | 2004.   | 2014.   | 2024.   |
| --------------- | ----- | ------- | ------- | ------- |
| Кількість осіб: | 667   | 679     | 685     | 679     |
| Різниця:        |       | +1,79 % | +0,88 % | -0,87 % |

| Рік:            | 2023. | 2024.   |
| --------------- | ----- | ------- |
| Кількість осіб: | 681   | 679     |
| Різниця:        |       | -0,29 % |

У селі проживає 675 осіб.
Національний склад населення (за даними останнього перепису населення — 2001 року):
- словаки — 99,44 %,

Склад населення за приналежністю до релігії станом на 2001 рік:
- римо-католики — 96,19 %,
- греко-католики — 2,82 %,
- не вважають себе вірянами або не належать до жодної вищезгаданої конфесії — 0,99 %.